# Dicycla rufescens
Dicycla rufescens là một loài bướm đêm trong họ Noctuidae.